# 連邦議会 (メキシコ)

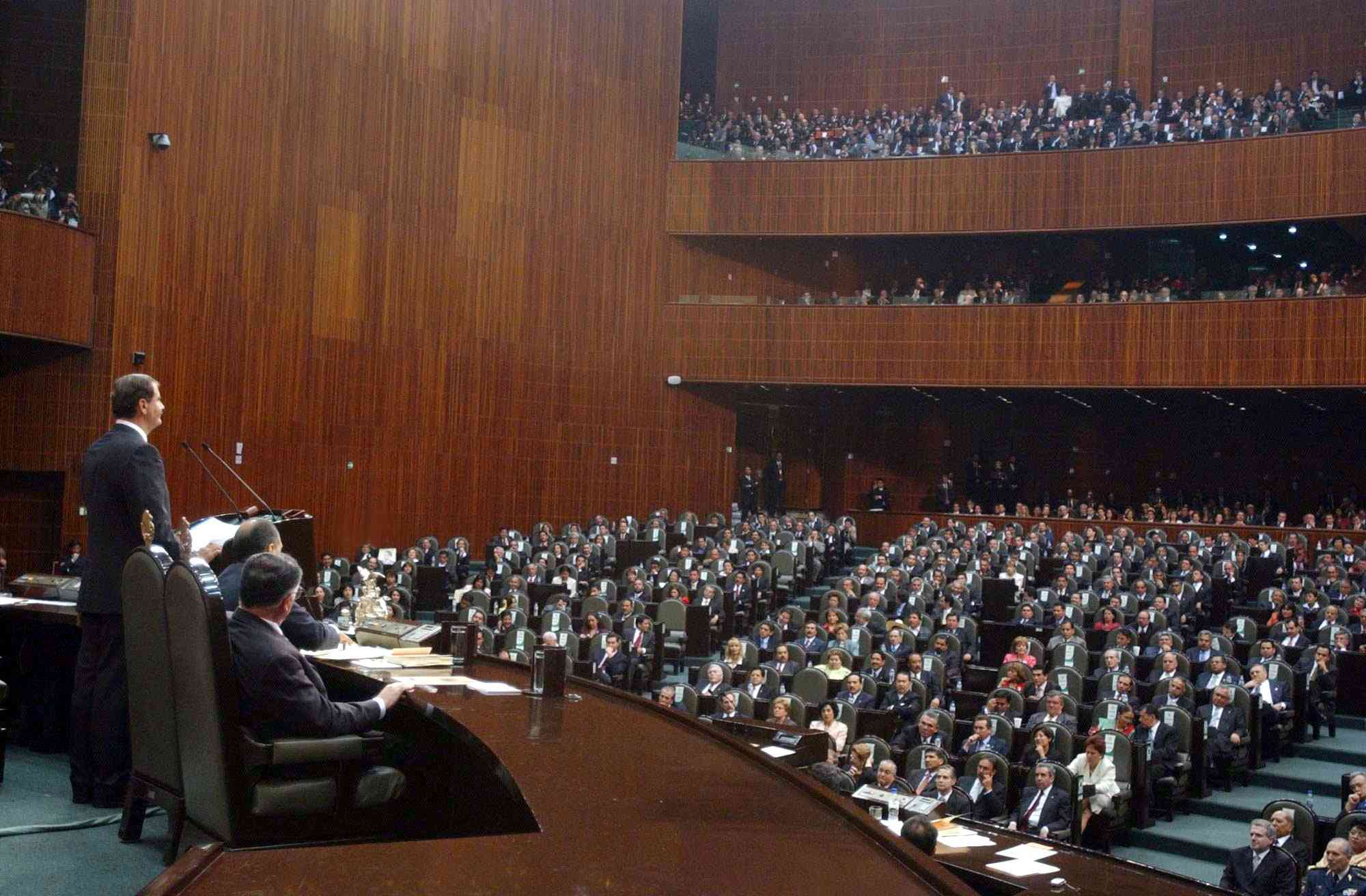
代議院議場

連邦議会（れんぽうぎかい、スペイン語: Congreso de la Unión, 旧称:Congreso General de los Estados Unidos Mexicanos）は、元老院と代議院の二院から構成されるメキシコ合衆国の立法府である。628人の議員（元老院議員128人と代議院議員500人）がメキシコシティに会する。
構成と責務については、1917年憲法の第3部第2章に相当する第50条から79条に規定されている。両院制を採用しており、上院にあたるのが"Cámara de Senadores"や"Senado"と呼ばれる元老院である。元老院は128議席から成り、この内96議席は任期6年で国民の直接投票で選出され、32議席は比例代表に基づいて配分される。下院にあたるのが"Cámara de Diputados"と呼ばれる代議院である。代議院は500議席あり、この内300議席は任期3年で国民の直接投票で選出され、200議席は比例代表に基づいて配分される。